# Герої Радянського Союзу — уродженці Києва
У цьому списку представлені Герої Радянського Союзу, які народились на території, що підпорядковується міській раді Києва. Список містить інформацію про дату Указу про присвоєння звання, номер медалі «Золота Зірка» рід військ, посаду та військове звання на час присвоєння звання Героя Радянського Союзу, місце народження, роки життя (дата народження і дата смерті) та місце поховання.
| № п/п | Фото                    | П. І. Б.                               | Дата Указу Номер нагороди | Рід військ                 | Посада Звання                                             | Роки життя                | Роки життя                         |
| ----- | ----------------------- | -------------------------------------- | ------------------------- | -------------------------- | --------------------------------------------------------- | ------------------------- | ---------------------------------- |
| 1     | Герой Радянського Союзу | Боровиченко Марія Сергіївна            | 06.05.1965 (посмертно)    | Військова медицина         | санітарка, гвардії сержант                                | нар. 21.10.1925 Мишоловка | пом. 14.07.1943 Орловка            |
| 2     | Герой Радянського Союзу | Вайнштейн Борис Якович                 | 15.05.1946 (посмертно)    | Політпрацівники            | замполіт батальйону, капітан                              | нар. 28.05.1910 Київ      | пом. 06.12.1944 Угорщина           |
| 3     | Герой Радянського Союзу | Веселов Олександр Михайлович           | 21.03.1940 № 380          | Піхота                     | стрілець, червоноармієць                                  | нар. 29.06.1907 Київ      | пом. 02.12.1969 Київ               |
| 4     | Герой Радянського Союзу | Внуков Михайло Миколайович             | 29.10.1943 № 1836         | Піхота                     | стрілець, рядовий                                         | нар. 16.08.1920 Київ      | пом. 28.07.1989 Київ               |
| 5     | Герой Радянського Союзу | Головко Павло Андрійович               | 13.09.1944 № 4274         | Піхота                     | автоматник, рядовий                                       | нар. 31.12.1925 Київ      | пом. 30.07.1961 Київ               |
| 6     | Герой Радянського Союзу | Голубков Всеволод Пилипович            | 24.03.1945 № 7359         | Бронетанкові війська       | командир САУ, молодший лейтенант                          | нар. 26.01.1925 Київ      | пом. 29.01.2002 Гурзуф             |
| 7     | Герой Радянського Союзу | Демянівський Сергій Григорович         | 05.05.1945 № 5037         | Артилерія                  | командуючий артилерією дивізії, гвардії полковник         | нар. 10.12.1906 Київ      | пом. 19.07.1994 Москва             |
| 8     | Герой Радянського Союзу | Дончук Василь Іванович                 | 02.11.1944 (посмертно)    | Авіація                    | командир ескадрильї, майор                                | нар. 10.12.1910 Київ      | пом. 21.10.1944 Кіркенес           |
| 9     | Герой Радянського Союзу | Дорошенко Трохим Тихонович             | 16.10.1943 № 2789         | Піхота                     | помічник командира взводу, гвардії сержант                | нар. .1907 Київ           | пом. 11.02.1970 Тамбов             |
| 10    | Герой Радянського Союзу | Жданов Володимир Іванович              | 13.09.1944 № 3772         | Бронетанкові війська       | командир мехкорпусу, гвардії генерал-майор                | нар. 29.04.1902 Київ      | пом. 19.10.1964 поблизу Белграду   |
| 11    | Герой Радянського Союзу | Зубанєв Микола Йосипович               | 27.06.1945 № 8060         | Авіація                    | командир полку, гвардії підполковник                      | нар. 24.12.1904 Київ      | пом. 19.11.1984 Київ               |
| 12    | Герой Радянського Союзу | Коваленко Олександр Андрійович         | 14.06.1942 № 866          | Авіація                    | командир ескадрильї, гвардії капітан                      | нар. 07.02.1909 Київ      | пом. 21.06.1984 Москва             |
| 13    | Герой Радянського Союзу | Колесник Борис Олександрович           | 10.01.1944 № 1831         | Артилерія                  | начальник штабу дивізіону, старший лейтенант              | нар. 27.01.1921 Київ      | пом. 12.08.2010 Київ               |
| 14    | Герой Радянського Союзу | Колесников Семен Гаврилович            | 10.04.1945 (посмертно)    | Бронетанкові війська       | командир бригади, гвардії підполковник                    | нар. 23.05.1909 Київ      | пом. 01.02.1945 Польща             |
| 15    | Герой Радянського Союзу | Колпакчи Володимир Якович              | 06.04.1945 № 5858         | Генералітет                | командувач 69-ю армією, генерал-полковник                 | нар. 07.09.1899 Київ      | пом. 17.05.1961 Москва             |
| 16    | Герой Радянського Союзу | Кошмяк Георгій Данилович               | 17.10.1943 № 2853         | Повітряно-десантні війська | командир полку, гвардії майор                             | нар. 26.01.1909 Київ      | пом. 06.01.1988 Київ               |
| 17    | Герой Радянського Союзу | Кудряшов Володимир Ісидорович          | 02.05.1945 (посмертно)    | Партизани і підпільники    | учасник підпілля                                          | нар. 21.10.1909 Київ      | пом. 15.07.1942 Київ               |
| 18    | Герой Радянського Союзу | Литвинова (Розанова) Лариса Миколаївна | 23.02.1948 № 8299         | Авіація                    | штурман полку, капітан                                    | нар. 06.12.1918 Київ      | пом. 05.10.1997 Москва             |
| 19    | Герой Радянського Союзу | Лосєв Анатолій Іванович                | 26.10.1943 № 1336         | Генералітет                | командир дивізії, гвардії генерал-майор                   | нар. 19.10.1906 Київ      | пом. 21.09.1970 Київ               |
| 20    | Герой Радянського Союзу | Лучинський Олександр Олександрович     | 19.04.1945 № 6561         | Генералітет                | командувач 28-ю армією, генерал-лейтенант                 | нар. 23.03.1900 Київ      | пом. 25.12.1990 Москва             |
| 21    | Герой Радянського Союзу | Любимов Іван Степанович                | 22.01.1944 № 2893         | Авіація                    | командир полку, гвардії підполковник                      | нар. 25.03.1909 Київ      | пом. 26.12.2000 Москва             |
| 22    | Герой Радянського Союзу | Мартинов Мойсей Микитович              | 24.03.1945 № 6106         | Піхота                     | командир взводу, старшина                                 | нар. 15.09.1909 Київ      | пом. 01.04.1991 Темрюк             |
| 23    | Герой Радянського Союзу | Отрошко Петро Костянтинович            | 24.03.1945 № 4244         | Піхота                     | командир кулеметної обслуги, гвардії сержант              | нар. .1904 Київ           | пом. 04.06.1966 Київ               |
| 24    | Герой Радянського Союзу | Полупанов Володимир Костянтинович      | 19.04.1945 № 6278         | Інженерні війська          | командир відділення, рядовий                              | нар. 24.01.1925 Київ      | Київ                               |
| 25    | Герой Радянського Союзу | Потопольський Андрій Дмитрович         | 20.12.1943 № 1490         | Інженерні війська          | командир батальйону, майор                                | нар. 12.12.1907 Київ      | пом. 10.07.1982 Санкт-Петербург    |
| 26    | Герой Радянського Союзу | Пригов Володимир Борисович             | 24.03.1945 (посмертно)    | Артилерія                  | командир САУ, молодший лейтенант                          | нар. 07.04.1924 Київ      | пом. 17.09.1944 Латвія             |
| 27    | Герой Радянського Союзу | Резуто Дмитро Миронович                | 02.05.1945 № 7432         | Партизани і підпільники    | командир партизанської бригади                            | нар. 09.09.1913 Київ      | пом. 23.09.1976 Київ               |
| 28    | Герой Радянського Союзу | Решетей Іван Іванович                  | 20.12.1943 (посмертно)    | Артилерія                  | командир батареї, капітан                                 | нар. 16.10.1919 Дарниця   | пом. 10.09.1943 Харківська область |
| 29    | Герой Радянського Союзу | Романов Володимир Федорович            | 19.08.1944 № 4067         | Авіація                    | штурман полку, гвардії капітан                            | нар. 08.03.1913 Київ      | пом. 03.02.1985 Київ               |
| 30    | Герой Радянського Союзу | Семенцов Михайло Іванович              | 28.09.1943 № 1737         | Авіація                    | заступник командира ескадрильї, гвардії старший лейтенант | нар. 26.09.1917 Київ      | пом. 12.02.1945                    |
| 31    | Герой Радянського Союзу | Стахорський Олексій Петрович           | 29.10.1943 № 2266         | Піхота                     | стрілець, рядовий                                         | нар. 21.03.1923 Київ      | пом. 22.05.1985 Київ               |
| 32    | Герой Радянського Союзу | Тавровський Петро Ілліч                | 17.10.1943 (посмертно)    | Артилерія                  | командир гармати, гвардії сержант                         | нар. .1923 Київ           | пом. 06.10.1943 Київська область   |
| 33    | Герой Радянського Союзу | Ульянов Віталій Андрійович             | 22.02.1944 № 3625         | Артилерія                  | командир гармати, гвардії сержант                         | нар. 23.02.1925 Київ      | пом. 14.10.2011 Москва             |
| 34    | Герой Радянського Союзу | Федоренко Степан Олексійович           | 24.03.1945 № 7483         | Піхота                     | командир відділення, сержант                              | нар. 20.04.1908 Київ      | пом. 27.04.1972 Баку               |
| 35    | Герой Радянського Союзу | Фурманов Олександр Мефодійович         | 22.02.1944 № 2714         | Інженерні війська          | командир відділення, гвардії старшина                     | нар. 22.11.1915 Київ      | пом. 07.05.1982 Київ               |
| 36    | Герой Радянського Союзу | Химіч Василь Сидорович                 | 26.10.1943 № 1406         | Війська зв'язку            | телефоніст, гвардії рядовий                               | нар. 25.03.1907 Київ      | пом. 31.05.1951 Антрацит           |
| 37    | Герой Радянського Союзу | Хованський Роман Петрович              | 24.03.1945 № 9002         | Піхота                     | стрілець, єфрейтор                                        | нар. 13.10.1924 Київ      | пом. 20.06.1997 Київ               |
| 38    | Герой Радянського Союзу | Целак Михайло Михайлович               | 17.10.1943 № 1234         | Піхота                     | командир взводу, гвардії молодший лейтенант               | нар. 05.04.1922 Київ      | пом. 17.03.1945 Польща             |
| 39    | Герой Радянського Союзу | Шевченко Григорій Мефодійович          | 23.10.1943 (посмертно)    | Піхота                     | командир полку, підполковник                              | нар. .1902 Київ           | пом. 28.09.1943 Балико-Щучинка     |
| 40    | Герой Радянського Союзу | Юрковський Микола Іванович             | 28.04.1945 № 7353         | Піхота                     | командир взводу, старшина                                 | нар. 19.05.1919 Київ      | пом. 07.01.1973 Чернівці           |